# Voivodato di Olsztyn

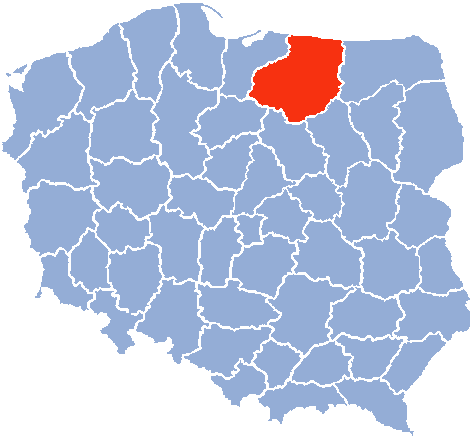
Voivodato di Olsztyn

Il voivodato di Olsztyn (in polacco: województwo olsztyńskie) è stato un'unità di divisione amministrativa e governo locale della Polonia negli anni dal 1975 al 1998. Nel 1999, con la nuova suddivisione in voivodati, è stato sostituito dal voivodato della Varmia-Masuria. La città capitale era Olsztyn.

## Principali città (popolazione nel 1995)
- Olsztyn (167.400)
- Ostróda (35.000)
- Iława (32.600)
- Kętrzyn (30.300)
- Szczytno (27.500)
- Bartoszyce (26.100)
- Mrągowo (22.500)